# Stegania dilectaria
Stegania dilectaria là một loài bướm đêm trong họ Geometridae.